# Jana Andresíková
Jana Andresíková (* 2. April 1941 in  Kroměříž, Protektorat Böhmen und Mähren; † 19. Oktober 2020 in Mělník) war eine tschechoslowakische bzw. tschechische Schauspielerin und Schauspiellehrerin.

## Leben
Die Tschechin wuchs in Kroměříž auf. Nach ihrem Pädagogik-Studium studierte sie Schauspiel an der Janáček-Akademie für Musik und Darstellende Kunst Brünn (JAMU), das sie 1964 abschloss. Nach ihrem Abschluss ging sie nach Prag und erhielt ihr erstes berufliches Engagement an der Experimentalbühne Maringotka (1964–1966), später wurde sie Mitglied des Theaters hinter dem Tor (1966–1968).
Ab 1963 war sie als Filmschauspielerin tätig. Sie spielte eine Reihe von Film- und Fernsehrollen, wo sie hauptsächlich in Nebenrollen auftrat. In dem Film Die letzte Königin aus dem Jahr 1975 verkörperte sie die Königin Eliška Přemyslovna. Zu ihren bekanntesten Rollen gehört die böse Hexe in der Serie Die Märchenbraut.
Jana Andresíková unterrichtete an der DAMU und der Privatschauspielschule in Prag.
Sie starb am 19. Oktober 2020 im Alter von 79 Jahren an den Folgen einer SARS-CoV-2-Infektion während der COVID-19-Pandemie in Tschechien.

## Filmografie (Auswahl)
- 1963: Das Geheimlabor (tajná laboratoř)
- 1967: O princezne, která porád varila
- 1969: Lebemänner (Živí muži)
- 1970: Valerie – Eine Woche voller Wunder (Valerie a týden divů)
- 1970: Dábelské líbánky
- 1970: Velká neznámá
- 1971: Drei schwache Stunden (Luk královny dorótky)
- 1971: Gewagtes Spiel (Odvážná hra)
- 1971: Moderní byt
- 1972: ... und ich grüße die Schwalben (A pozdravím vlaštovky)
- 1972: Das Geheimnis der Berenka (Tajemství Berenky)
- 1972: Návraty
- 1979–1981: Die Märchenbraut (Arabela) (Fernsehserie)
- 1981: Das Krankenhaus am Rande der Stadt (Nemocnice na kraji mêsta) (Fernsehserie, zwei Folgen)
- 1987: Mravenci nesou smrt
- 1987: Uloupené detství
- 1991: V záru královské lásky
- 1992: Ariadnina nit
- 1993: Die Rückkehr der Märchenbraut (Fernsehserie) (Arabela se vrací)
- 1994: Giorgino
- 2001: Politik a herecka
- 2003: Pátek ctrnáctého
- 2011: Certova nevesta
- 2014: Svatby v Benátkách (Fernsehserie, eine Folge)
- 2015: Stopy zivota (Fernsehserie, zwei Folgen)